# Dolichopus jugalis
Dolichopus jugalis är en tvåvingeart som beskrevs av Tucker 1911. Dolichopus jugalis ingår i släktet Dolichopus och familjen styltflugor. Inga underarter finns listade i Catalogue of Life.